# 安姿公主
安姿公主（越南语：／，？—？），《越史標案》作天姿公主，越南陳朝公主。
安姿公主為陳太宗之女，其生母不詳。根據《大越史記全書》記載，她是「聖宗季妹」。1285年，元朝軍隊第二次入侵安南。太上皇陳聖宗和皇帝陳仁宗駕小船逃往三峙源，同時派御船前往玉山來轉移元軍的注意力，但被元軍發現了。三月初九，元軍包圍三峙源，上皇和皇帝幾乎被俘，在逃脫後，為了爭取抗戰的時間，陳聖宗將安姿公主嫁給了元軍主將鎮南王脫歡。四月，越軍發起反攻，擊敗元軍。
越南現代作家阮輝想於1944年寫下歷史小說《安姿公主》（An Tư công chúa），講述的就是這個故事。